# EBLM J0555-57
EBLM J0555-57 là một hệ thống ba sao cách Trái đất khoảng 600 năm ánh sáng. EBLM J0555-57Ab, ngôi sao nhỏ nhất trong hệ thống, quay quanh ngôi sao chính của nó trong khoảng thời gian 7,8 ngày và tại thời điểm phát hiện, là ngôi sao nhỏ nhất được biết đến với khối lượng đủ để cho phép hợp nhất hydro trong lõi.

## Hệ thống sao
EBLM J0555-57, hay còn gọi là đĩa CD − 57 1311, là một hệ sao ba  trong chòm sao Chòm sao, trong đó có một nhị phân trực quan hệ thống gồm hai ngôi sao giống mặt trời ngăn cách bởi 2,5": EBLM J0555- 57Aa, một ngôi sao F8 loại phổ 9,98 độ lớn và EBLM J0555-57B, một ngôi sao 10,76 độ lớn. Không có chuyển động quỹ đạo nào được phát hiện nhưng chúng có vận tốc hướng tâm gần như giống hệt nhau và được coi là bị ràng buộc bởi lực hấp dẫn.
Thành phần A của hệ thống tự nó là một nhị phân lu mờ (EBLM J0555-57Ab quay quanh EBLM J0555-57Aa). Eclipses, còn được gọi là quá cảnh trong bối cảnh tìm kiếm hành tinh, đã được phát hiện trong vùng hồng ngoại gần, với độ sáng giảm 0,05% trong khi nhật thực. Hình dạng và thời gian của quá cảnh cho phép xác định bán kính của hai ngôi sao. Một giải pháp đầy đủ của quỹ đạo cho thời gian 7 ngày và 18 giờ, với độ lệch tâm thấp 0,09, độ nghiêng gần như cạnh 89,84 ° và trục bán chính là 0,08 AU.

## EBLM J0555-57A
EBLM J0555-57Ab có khối lượng khoảng 85 ± 4 khối lượng Mộc Tinh, hoặc 0,081 khối lượng Mặt trời. Ngôi sao có bán kính tương đương với sao Thổ. EBLM J0555-57Ab nằm ở giới hạn khối lượng thấp hơn đối với các ngôi sao đốt cháy hydro được dự đoán bởi các mô hình sao hiện tại. EBLM J0555-57Ab được phát hiện bởi một nhóm các nhà khoa học tại Đại học Cambridge liên kết với dự án EBLM (Eclipsing Binary, Low Mass), sử dụng dữ liệu được thu thập bởi dự án WASP. WASP (Tìm kiếm góc rộng cho các hành tinh) đang tìm kiếm các ngoại hành tinh bằng phương thức vận chuyển. Các tính chất bổ sung của ngôi sao được xác định bằng phương pháp quang phổ Doppler, để đo sự thay đổi vận tốc hướng tâm định kỳ của ngôi sao chính do ảnh hưởng của lực hấp dẫn của bạn đồng hành.